# Neosparassus inframaculatus
Neosparassus inframaculatus är en spindelart som först beskrevs av Henry Roughton Hogg 1896.  Neosparassus inframaculatus ingår i släktet Neosparassus och familjen jättekrabbspindlar. Inga underarter finns listade i Catalogue of Life.